# Secchio (singolo)
Secchio è un singolo dell progetto musicale italiano Pop X, pubblicato il 12 ottobre 2016 come secondo estratto dall'album Lesbianitj.

## Video musicale
Il videoclip, girato a Montecchio, frazione di Vallefoglia in provincia di Pesaro e Urbino, è stato pubblicato il 12 ottobre 2016 e vede la partecipazione di Davide Panizza con altri membri del gruppo tra cui Niccolò Di Gregorio, Luca Babic, Andrea Agnoli e Giacomo Laser.

## Tracce
1. Secchio – 3:34

## Formazione
- Davide Panizza – voce, produzione